# Tunel Emilia
Tunel Emilia – tunel drogowy pod Sobczakową Grapą w ciągu drogi ekspresowej S1 (dawniej S69), znajdujący się pomiędzy węzłami „Laliki” i „Laliki II” w gminie Milówka w województwie śląskim. 
Budowę tunelu rozpoczęto w marcu 2008 r. 29 kwietnia biskup Tadeusz Rakoczy, ordynariusz diecezji bielsko-żywieckiej poświęcił figurkę św. Barbary, która stanęła w kapliczce przy tunelu. Budowę prowadziła metodą górniczą słowacka firma Bogl & Krysl (główny inżynier kontraktu: Jaroslav Nosek). 
Drążenie napotkało poważne kłopoty ze względu na niekorzystne warunki geologiczne (występowanie serii kruchych i sypkich łupków). Przy budowie wybrano blisko 700 tys. m³ ziemi. Tunel oddany do użytku 5 marca 2010 roku ma długość 678 m. Obok tunelu drogowego wydrążono drugi tunel ewakuacyjny, do którego przejścia znajdują się co 170 metrów.
Koszt budowy tunelu wyniósł 147 mln zł.
Nazwa tunelu pochodzi od imienia Emilii Wojtyły – matki Jana Pawła II.